# Zack de la Rocha
Zacarías Manuel "Zack" de la Rocha (født 12. januar 1970 i Long Beach, Californien), bedre kendt som Zack de la Rocha er en amerikansk rapper, musiker, digter, aktivist og bedst kendt som forsangeren i Rage Against the Machine.

## Musik karriere

### Tidlig karriere
Mens Zack de la Rocha gik i high school blev han medlem af punk-rock bandet Juvenile Expression, sammen med Tim Commerford, der senere blev bassisten i Rage Against the Machine. Bandet var inspireret af The Clash, Sex Pistols og Bad Religion. Efter at havde afsluttet high school blev Zack de la Rocha medlem af straight edge-bandet Hardstance.
Zack de la Rocha og bassisten fra Hardstance Mark Hayworth dannede i 1988 hardcore punk bandet Inside Out, hvilket gik i opløsning i 1991. Bandet nåede dog at udgive Epen "No Spiritual Surrender" i 1990.
Efter opløsningen, indtog han hip hop klubberne i Los Angeles, hvor han begyndte at freestyle. Her mødte han Tom Morello og Brad Wilk, og sammen med Tim Commerford dannede de i sommeren 1991 deres band Rage Against The Machine.

### Rage Against the Machine
Rage Against the Machine udgav deres første album Rage Against the Machine, den 6. november 1992 på Epic Records. Albummet gjorde dem verdenskendte. Albummet indeholder også den kontroversielle sang "Killing In The Name". Bandet tog på turné frem til 1994.
Den 16. april 1996 udgav de deres andet album Evil Empire, der indeholder singlerne "People Of The Sun" og "Bulls On Parade". Sangen "Tire Me" vandt vandt en Grammy Award for Best Metal Performance i 1997.
Den 2. november 1999 udgav de deres tredje album The Battle Of Los Angeles. Albummet indeholder den politiske sang "Testify" og rap metal sangen "Guerilla Radio".

Rage Against the Machine blev opløst i år 2000, efter af forsangeren Zack de la Rocha havde udtalt: 

I feel that it is now necessary to leave Rage because our decision-making process has completely failed. It is no longer meeting the aspirations of all four of us collectively as a band, and from my perspective, has undermined our artistic and political ideal.

Den 22. januar 2007 blev det bekræftet at Rage Against the Machine var blevet genforenet, og det resulterede i 49 koncerter verden over. Zack de la Rocha har sammen med Rage Against The Machine solgt over 16 millioner albums på verdensplan.

### One Day As A Lion
I 2008 startede han et musik projekt op sammen med Jon Theodore, tidligere trommeslager for The Mars Volta, bandet One Day as a Lion, der i sommeren 2008 udgav deres selvtitlede EP.

## Diskografi

### Hardstance (guitar)
- 1988 – Face Reality (EP) 7"
- 1989 – Hard Stance (EP) 7"

### Inside Out
- 1990 – No Spiritual Surrender (EP)
- 1991 – Benefit (EP)

### Rage Against the Machine
- 1992 – Rage Against The Machine
- 1996 – Evil Empire
- 1999 – The Battle Of Los Angeles
- 2000 – Renegades

### One Day As A Lion
- 2008 – One Day as a Lion
- 2008 – Wild International (EP)